# Fratres Alvares
Fratres Alvares egy tizenkét tagú papi testület volt Rómában. Dea Diának, a szántóföld ősi istennőjének papjai voltak, ők végezték el az Ambarvalia szertartást. A testület külön thermát üzemeltetett a mai Magliana területén, amelynek érdekessége, hogy huszonnégy férőhelyes volt, valószínűleg minden pap egy-egy kísérőjének (calator) társaságában fürdőzhetett. A Colosseumban külön ülőhelyek voltak számukra fenntartva.